# Khalid Al-Rashaid
Khalid Al-Rashaid (in arabo خالد الراشد‎?; 3 agosto 1974) è un ex calciatore saudita, di ruolo centrocampista.

## Palmarès

### Nazionale
- Coppa d'Asia: 1

1996